# 4-я дивизия лёгкой кавалерии (Франция)
4-я дивизия лёгкой кавалерии (фр. 4e division de cavalerie légère) — кавалерийская дивизия Франции периода наполеоновских войн.

## История дивизии
Дивизия была образована Императором 24 марта 1812 года, и входила в состав 4-го корпуса кавалерийского резерва. Дивизия целиком состояла из польских войск герцогства Варшавского.
30 июня 1812 года дивизия перешла р. Неман в Гродно, 9 июля бригада генерала Турно в 1300 человек в бою с казаками генерал Платова у местечка Мир потеряла свыше 300 человек (в числе раненых был и полковник Радзиминский). 10 июля дивизия выдвинулась к д. Симаково, в районе которой произошёл бой между польской кавалерией и казачьим корпусом Платова, усиленным тремя полками регулярной кавалерии и егерским полком (поляки потеряли свыше 500 человек, раненые генерал Турно и полковник Пац остались в строю). 5 августа по приказу маршала Даву дивизия была послана вместе с 17-й пехотной дивизией генерала Домбровского по левому берегу Днепра на юг и 7 августа достигла Старого Быхова. На 15 августа она имела в строю 2600 человек и 2900 лошадей. 21 августа 28-я лёгкая кавалерийская бригада (1300 чел.), в которой место 11-го уланского полка, переведённого в 29-ю кавалерийскую бригаду, занял 15-й уланский полк, была прикомандирована к 17-й пехотной дивизии, оставленной в Могилёвской губернии.
Штаб дивизии, 29-я легкая кавалерийская бригада (3-й, 11-й и 16-й уланские полки) и дивизионная артиллерия в составе своего корпуса присоединились к главным силам Великой армии. В Бородинском сражении польские уланские полки (9 эскадронов, около 1000 всадников) между 11 и 13 часами совместно с тяжёлой кавалерией 2-го корпуса кавалерийского резерва неоднократно атаковали российские войска к югу от Курганной высоты. К началу решающего наступления на Курганную батарею бригада Турно прикрывала большую центральную батарею конной артиллерии, а затем до 17 часов сражалась с русской конницей за ручьём Огник (к востоку от Курганной высоты). При Бородино безвозвратные потери составили 10 офицеров и 96 улан.
С 8 сентября дивизия действовала в составе авангарда маршала Мюрата, после занятия Москвы участвовала в преследовании российской армии и в боях на Старой Калужской дороге (в т. ч. под Спас-Куплей). Вместо генерала Рожнецкого, получившего контузию при Бородине и остававшегося в Москве, дивизией, насчитывавшей 200 всадников, командовал генерал Турно. Во время стоянки в лагере при д. Винково её конский состав сильно сократился от бескормицы. В Тарутинском сражении 18 октября уланы Турно действовали на крайнем правом фланге группировки Мюрата, затем совместно с кирасирами 7-й тяжёлой кавалерийской дивизии и 1-м и 3-м пехотными полками Легиона Вислы очистили дорогу от русской конницы и удерживали дефиле к северу от Спас-Купли до подхода главных сил Мюрата. При отступлении Великой армии к Смоленску дивизия участвовала в сражении под Вязьмой. В Смоленске 13 ноября лучшие всадники 3-го, 11-го и 16-го уланских полков 29-й лёгкой кавалерийской бригады образовали 4-й полк-пикет сводной Лёгкой кавалерийской дивизии генерала Брюйера, входившей в состав кавалерийского корпуса-пикета генерала Латур-Мобура. Сопровождая Главную квартиру Великой армии, они участвовали в сражении под Красным. В Бобре 24 ноября все оставшиеся без должности конные офицеры дивизии были включены в 4-ю роту полка Почётной гвардии («Священного эскадрона»), сформированного под командованием генерала Груши. 27 ноября «Священный эскадрон» и корпус-пикет Латур-Мобура переправились через Березину. 8 декабря Почётная гвардия была распущена, служившие в ней офицеры возвратились в свои части, а остатки корпуса-пикета были распущены 11 декабря в Ковно.
28-я лёгкая кавалерийская бригада осенью 1812 действовала на территории Могилевской и Минской губерний. Её основные силы с 4 сентября участвовали в блокаде Бобруйской крепости. После снятия блокады Бобруйска 2-й и 7-й уланские полки 14–16 ноября перешли вместе с дивизией Домбровского из Игумена к Минску, затем – к Борисову и 21 ноября, имея в строю около 350 всадников, участвовали в бою за город, в ходе которого генерал Дзевановский был ранен и сдал командование шефу эскадрона 2-го уланского полка М. Коссецкому. Присоединившись 22 ноября к кавалерии 2-го армейского корпуса, 2-й и 7-й уланские полки с отличием сражались при Лошнице, 26 и 28 ноября геройски действовали в боях при Березинской переправе. Оставленный на Днепре 15-й уланский полк вместе с 17-м пехотным полком образовал сводную бригаду генерал Э. Жултовского, 25–26 ноября действовал в районе Бобра и 27 ноября прибыл к месту переправы через р. Березина у Студенки. 28 ноября этот полк, насчитывавший около 300 чел., вновь вошел в состав 28-й лёгкой кавалерийской бригады и принял участие в бою при Стахове. Остатки бригады 11 декабря перешли Неман при Ковно и направились к Варшаве.
В январе 1813 дивизия была расформирована.
Дивизия была вновь воссоздана Наполеоном 6 февраля 1813 года. Командиром дивизии был назначен генерал Экзельман. Под его началом сражались 6-й шеволежерский полк, 4-й, 7-й, 20-й, 23-й, 24-й конно-егерские полки и 11-й гусарский полк, сведённые в две бригады.
Третий раз дивизия была реорганизована Императором 19 февраля 1814 года. В неё были включены полки лёгкой кавалерии, прибывшие во Францию из Испании.

## Командование дивизии

### Командиры дивизии
- дивизионный генерал Александр Рожнецкий (24 марта 1812 – 7 сентября 1812)
- бригадный генерал Казимеж Турно (7 сентября 1812 – январь 1813)
- дивизионный генерал Изидор Экзельман (15 февраля 1813 – 4 декабря 1813)
- дивизионный генерал Шарль-Клод Жакино (19 февраля 1814 – 11 апреля 1814)

### Начальники штаба дивизии
- полковник штаба Юзеф Шумланский (1812)
- капитан Левинский (август 1812)

## Организация дивизии
На 1 июля 1812 года:
- 28-я бригада (командир – бригадный генерал Доминик Дзевановский)
  - 2-й польский уланский полк (командир – майор Пясецкий)
  - 7-й польский уланский полк (командир – полковник Завадский)
  - 11-й польский уланский полк (командир – полковник Адам Потоцкий)
- 29-я бригада (командир – бригадный генерал Казимеж Турно)
  - 3-й польский уланский полк (командир – полковник Александр Радзиминский)
  - 15-й польский уланский полк (командир – полковник граф Людвиг Михаил Пац)
  - 16-й польский уланский полк (командир – полковник Марцин Амор Тарновский)
    - Всего: 18 эскадронов, 4200 человек, 12 орудий, 4700 лошадей.

На 16 октября 1813 года:
- 9-я бригада (командир – бригадный генерал Антуан Морен)
  - 6-й шеволежерский полк
  - 4-й конно-егерский полк
  - 7-й конно-егерский полк
  - 20-й конно-егерский полк
- 10-я бригада (командир – бригадный генерал Франсуа Ватье)
  - 23-й конно-егерский полк
  - 24-й конно-егерский полк
  - 11-й гусарский полк
    - Всего: 24 эскадрона, 3 орудия.

На 19 февраля 1814 года:
- 7-я бригада (командир – бригадный генерал Огюст Амей)
  - 2-й гусарский полк
  - 12-й гусарский полк
  - 13-й конно-егерский полк
  - 21-й конно-егерский полк
  - 22-й конно-егерский полк
  - 28-й конно-егерский полк
- 8-я бригада (командир – бригадный генерал Марк Вольф)
  - 4-й конно-егерский полк
  - 5-й конно-егерский полк
  - 10-й конно-егерский полк
  - 15-й конно-егерский полк
    - Всего: около 580 человек.

## Подчинение
- 4-й кавалерийский корпус Великой Армии (24 марта 1812 года);
- 2-й кавалерийский корпус Великой Армии (6 февраля 1813 года);
- 6-й кавалерийский корпус Великой Армии (19 февраля 1814 года).